# Ernst von Weizsäcker
Ernst von Weizsäcker, född den 25 maj 1882 i Stuttgart, död den 4 augusti 1951 i Lindau, var en tysk diplomat och politiker, son till Karl von Weizsäcker, far till Carl Friedrich och Richard von Weizsäcker. 
von Weizsäcker var statssekreterare vid Tysklands utrikesministerium från 1938 till 1943. Han innehade honorärgraden Brigadeführer i SS.
von Weizsäcker motsatte sig Tysklands ockupation av Tjeckoslovakien år 1939, då han ansåg att denna skulle leda till ett krig Tyskland inte kunde vinna. Efter Tysklands nederlag vid Stalingrad år 1943 lämnade von Weizsäcker in sin avskedsansökan och utnämndes till ambassadör vid Heliga stolen.
Efter andra världskriget ställdes von Weizsäcker inför rätta vid Ministerierättegången och dömdes år 1949 till 7 års fängelse för krigsförbrytelser och brott mot mänskligheten. Straffet sänktes senare till 5 års fängelse, men han frigavs redan år 1950.